# Java Desktop Integration Components
El proyecto Java Desktop Integration Components (JDIC, en español, Componentes de Integración con Escritorio Java), también llamado JDesktop Integration Components proporciona componentes que dan a las aplicaciones Java el mismo acceso a los servicios del sistema operativo que a las aplicaciones nativas de este. Por ejemplo, una aplicación Java ejecutándose en el escritorio de un usuario puede abrir una página web usando el navegador web por defecto o predeterminado (p.ej. Firefox), pero la misma aplicación Java ejecutándose en un escritorio de usuario distinto abriría la página web en Opera (el segundo navegador por defecto).
Inicialmente el proyecto admite funciones como incrustar el navegador HTML nativo, abrir mediante programación la herramienta nativa de correo electrónico, utilizar visores de tipo de archivo registrado, y empaquetar aplicaciones JNLP como paquetes de instalador MSI, RPM y SVR4. Además, se incluye un SDK para el desarrollo de  salvapantallas independiente de plataforma.

## Componentes
El paquete de JDIC, que es multiplataforma, incluye los archivos necesarios para empezar a trabajar:
- jdic.jar: este archivo JAR contiene todas las clases de Java que se necesitan para cualquier desarrollo de JDIC. Debe estar en la ruta de clases para la compilación.
- jdic.dll y tray.dll: en instalaciones de Windows, ambos archivos deben estar en el directorio C:\Windows (o aquel en que se haya instalado el sistema operativo). Estos contienen los métodos de "puente" entre los métodos de Java jdic.jar y los métodos nativos del sistema operativo.
- libjdic.so y libtray.so: en sistemas Solaris y GNU/Linux, ambos archivos deben ir a la carpeta LD_LIBRARY_PATH.